# Copa Castilla y León de fútbol 2010-11
La Copa de Castilla y León de fútbol es un torneo de fútbol entre clubes de Castilla y León.

## Planteamiento inicial
En la segunda edición participan cuatro equipos de Segunda División, cinco equipos de Segunda División B y los tres mejores clasificados del Grupo VIII de la Tercera División de la temporada 2009-10, excluyendo a equipos filiales, para completar los 12 participantes.
Los doce equipos se dividen en cuatro grupos de tres equipos. Después de cada partido se lanzan tandas de penalti para resolver posibles empates. Los campeones de los cuatro grupos se clasifican para las semifinales. Toda la competición es a partido único.
Se da la curiosidad de que la segunda edición comienza a disputarse antes de que se juegue la final de la primera edición.
Los doce equipos participantes son:
| De Segunda División                                                    | De Segunda División B                                                            | De Tercera División                                  |
| ---------------------------------------------------------------------- | -------------------------------------------------------------------------------- | ---------------------------------------------------- |
| - Real Valladolid - C.D. Numancia - U.D. Salamanca - S.D. Ponferradina | - C.F. Palencia - C.D. Mirandés - Cultural Leonesa - Zamora C.F. - C.D. Guijuelo | - Burgos C.F. - Arandina Club de Fútbol - Real Ávila |

## Grupos
Los grupos de la primera fase se deciden por proximidad geográfica y con equipos de diferente categoría en la medida de lo posible. Los grupos quedan de la siguiente manera:
- Grupo A: Real Valladolid, C.F. Palencia, Arandina Club de Fútbol
- Grupo B: C.D. Numancia, Burgos C.F., C.D. Mirandés
- Grupo C: Ponferradina, Cultural Leonesa, Zamora
- Grupo D: U.D. Salamanca, C.D. Guijuelo, Real Ávila

## Clasificación, partidos y resultados

### Fase de grupos

#### Grupo A
| Pos | Equipo          |     |     |  | Pts | PJ | PG | PE | PP | GF | GC | GAv |
| --- | --------------- | --- | --- |  | --- | -- | -- | -- | -- | -- | -- | --- |
| 1   | C.F. Palencia   |     | 2-0 |  | 6   | 2  | 2  | 0  | 0  | 4  | 1  | +3  |
| 2   | Real Valladolid |     |     |  | 3   | 2  | 1  | 0  | 1  | 1  | 2  | -1  |
| 3   | Arandina C.F.   | 1-2 | 0-1 |  | 0   | 2  | 0  | 0  | 2  | 1  | 3  | -2  |

| 25 de julio de 2010, 19:30 CEST     | Arandina C.F. | 0 - 1   | Real Valladolid | Estadio El Montecillo, Aranda de Duero, (Burgos)                |                                                                 |
|                                     |               | Reporte | Sisi 39'        | Asistencia: 1.000 espectadores Árbitro(s): Javier Rivero Guerra | Asistencia: 1.000 espectadores Árbitro(s): Javier Rivero Guerra |
| Arandina C.F. ganó los penaltis 5-4 |               |         |                 |                                                                 |                                                                 |

| 30 de julio de 2010, 20:30 CEST       | C.F. Palencia                | 2 - 0   | Real Valladolid | Estadio Nueva Balastera, Palencia                               |                                                                 |
|                                       | David de Paula 24' Aitor 52' | Reporte |                 | Asistencia: 1.500 espectadores Árbitro(s): Carlos Franco Galván | Asistencia: 1.500 espectadores Árbitro(s): Carlos Franco Galván |
| Real Valladolid ganó los penaltis 4-2 |                              |         |                 |                                                                 |                                                                 |

| 7 de agosto de 2010, 19:30 CEST | Arandina C.F. | 1 - 2   | C.F. Palencia       | Estadio El Montecillo, Aranda de Duero, (Burgos)           |                                                            |
|                                 | Ayrton 21'    | Reporte | Paulino 52' Ale 54' | Asistencia: 200 espectadores Árbitro(s): David Dolz García | Asistencia: 200 espectadores Árbitro(s): David Dolz García |

#### Grupo B
| Pos | Equipo        |  |     |     | Pts | PJ | PG | PE | PP | GF | GC | GAv |
| --- | ------------- |  | --- | --- | --- | -- | -- | -- | -- | -- | -- | --- |
| 1   | Burgos C.F.   |  | 1-1 | 2-0 | 4   | 2  | 1  | 1  | 0  | 3  | 1  | +2  |
| 2   | C.D. Numancia |  |     |     | 4   | 2  | 1  | 1  | 0  | 3  | 2  | +1  |
| 3   | C.D. Mirandés |  | 1-2 |     | 0   | 2  | 0  | 0  | 2  | 1  | 4  | -3  |

| 31 de julio de 2010, 20:00 CEST     | C.D. Mirandés     | 1 - 2   | C.D. Numancia             | Estadio de Anduva, Miranda de Ebro, (Burgos)              |                                                           |
|                                     | Pablo Infante 69' | Reporte | Mario 35' Íñigo Vélez 59' | Asistencia: 1200 espectadores Árbitro(s): César Díez Cano | Asistencia: 1200 espectadores Árbitro(s): César Díez Cano |
| C.D. Numancia ganó los penaltis 4-3 |                   |         |                           |                                                           |                                                           |

| 4 de agosto de 2010, 20:00 CEST  | Burgos C.F.   | 1 - 1   | C.D. Numancia | Estadio El Plantío, Burgos                                  |                                                             |
|                                  | Javi Ramos 9' | Reporte | Dimas 80'     | Asistencia: 1200 espectadores Árbitro(s): David Dolz García | Asistencia: 1200 espectadores Árbitro(s): David Dolz García |
| Burgos C.F ganó los penaltis 4-2 |               |         |               |                                                             |                                                             |

| 11 de agosto de 2010 | Burgos C.F.                         | 2 - 0   | C.D. Mirandés | Estadio El Plantío, Burgos                                   |                                                              |
|                      | Hugo Salamanca 37' Diego Sedano 53' | Reporte |               | Asistencia: 500 espectadores Árbitro(s): Javier Pérez Martín | Asistencia: 500 espectadores Árbitro(s): Javier Pérez Martín |

#### Grupo C
| Pos | Equipo            |     |     |  | Pts | PJ | PG | PE | PP | GF | GC | GAv |
| --- | ----------------- | --- | --- |  | --- | -- | -- | -- | -- | -- | -- | --- |
| 1   | S.D. Ponferradina |     |     |  | 6   | 2  | 2  | 0  | 0  | 4  | 1  | +3  |
| 2   | Cultural Leonesa  | 0-1 |     |  | 1   | 2  | 0  | 1  | 1  | 0  | 1  | -1  |
| 3   | Zamora C.F.       | 1-3 | 0-0 |  | 1   | 2  | 0  | 1  | 1  | 1  | 3  | -2  |

| 30 de julio de 2010, 20:00 CEST         | Zamora C.F.      | 1 - 3   | S.D. Ponferradina                               | Estadio Ruta de la Plata, Zamora                                    |                                                                     |
|                                         | Adrián Martín 2' | Reporte | Mayor 20' · Óscar de Paula 41' · Javi López 56' | Asistencia: 700 espectadores Árbitro(s): Manuel Ángel Vaquero Girón | Asistencia: 700 espectadores Árbitro(s): Manuel Ángel Vaquero Girón |
| S.D. Ponferradina ganó los penaltis 5-4 |                  |         |                                                 |                                                                     |                                                                     |

| 4 de agosto de 2010, 20:30 CEST | Cultural Leonesa | 0 - 1   | S.D. Ponferradina | Estadio Reino de León, León                                    |                                                                |
|                                 |                  | Reporte | Cristian 80'      | Asistencia: 2500 espectadores Árbitro(s): Rubén Gómez González | Asistencia: 2500 espectadores Árbitro(s): Rubén Gómez González |

| 7 de agosto de 2010, 19:30 CEST        | Zamora C.F. | 0 - 0   | Cultural Leonesa | Estadio Ruta de la Plata, Zamora                            |                                                             |
|                                        |             | Reporte |                  | Asistencia: 500 espectadores Árbitro(s): Héctor Juan Bustos | Asistencia: 500 espectadores Árbitro(s): Héctor Juan Bustos |
| Cultural Leonesa ganó los penaltis 4-2 |             |         |                  |                                                             |                                                             |

#### Grupo D
| Pos | Equipo         |     |     |  | Pts | PJ | PG | PE | PP | GF | GC | GAv |
| --- | -------------- | --- | --- |  | --- | -- | -- | -- | -- | -- | -- | --- |
| 1   | U.D. Salamanca |     |     |  | 4   | 2  | 1  | 1  | 0  | 6  | 1  | +5  |
| 2   | C.D. Guijuelo  | 1-1 |     |  | 4   | 2  | 1  | 1  | 0  | 3  | 1  | +2  |
| 3   | Real Ávila     | 0-5 | 0-2 |  | 0   | 2  | 0  | 0  | 2  | 0  | 7  | -7  |

| 4 de agosto de 2010, 20:30 CEST  | Real Ávila | 0 - 5 | U.D. Salamanca                                                               | Estadio Adolfo Suárez, Ávila                               |                                                            |
|                                  |            |       | Linares 9' · Kike 14' · Quique Martín (pen.) 29' · Linares 54' · Linares 71' | Asistencia: 400 espectadores Árbitro(s): Saúl Plaza Garcia | Asistencia: 400 espectadores Árbitro(s): Saúl Plaza Garcia |
| Real Ávila ganó los penaltis 9-8 |            |       |                                                                              |                                                            |                                                            |

| 7 de agosto de 2010, 20:30 CEST     | Real Ávila | 0 - 2   | C.D. Guijuelo             | Estadio Adolfo Suárez, Ávila                               |                                                            |
|                                     |            | Reporte | Pedrito 36' · Vinuesa 38' | Asistencia: 200 espectadores Árbitro(s): Saúl Plaza García | Asistencia: 200 espectadores Árbitro(s): Saúl Plaza García |
| C.D. Guijuelo ganó los penaltis 3-1 |            |         |                           |                                                            |                                                            |

| 12 de agosto de 2010, 20:00 CEST | C.D. Guijuelo | 1 - 1   | U.D. Salamanca | Estadio Municipal, Guijuelo, (Salamanca)                          |                                                                   |
|                                  | Tejedor 81'   | Reporte | Mario 27'      | Asistencia: 500 espectadores Árbitro(s): Jesús Rodríguez Cayetano | Asistencia: 500 espectadores Árbitro(s): Jesús Rodríguez Cayetano |

### Fase final
- Cabezas de serie para el sorteo: S.D. Ponferradina y U.D. Salamanca
- Completan el cuadro: C.F. Palencia y Burgos C.F.

|  | Semifinales                    | Semifinales    |       |  | Final                          | Final |  |
|  |                                |                |       |  |                                |       |  |
|  | Burgos, 16 de febrero de 2011  |                |       |  |                                |       |  |
|  | Burgos C.F.                    | 1 (2)          |       |  |                                |       |  |
|  | S.D. Ponferradina              | 1 (4)          |       |  |                                |       |  |
|  |                                |                |       |  |                                |       |  |
|  |                                |                |       |  | Ponferrada, 7 de junio de 2011 |       |  |
|  |                                |                |       |  | S.D. Ponferradina              | 1 (6) |  |
|  |                                | U.D. Salamanca | 1 (5) |  |                                |       |  |
|  |                                |                |       |  |                                |       |  |
|  |                                |                |       |  |                                |       |  |
|  |                                |                |       |  |                                |       |  |
|  | Palencia, 6 de octubre de 2010 |                |       |  |                                |       |  |
|  | C.F. Palencia                  | 0              |       |  |                                |       |  |
|  | U.D. Salamanca                 | 1              |       |  |                                |       |  |

#### Semifinales
| 6 de octubre de 2010, 20:30 CEST                                                                                         | C.F. Palencia | 0 - 1 | U.D. Salamanca | Estadio Nueva Balastera, Palencia                              |                                                                |
| |               |       | 67' Juanjo     | Asistencia: 1200 espectadores Árbitro(s): David Becerril Gómez | Asistencia: 1200 espectadores Árbitro(s): David Becerril Gómez |
| El partido comenzó con retraso debido a que la Federación de Castilla y León de Fútbol no asignó árbitro para el partido |               |       |                |                                                                |                                                                |

| 16 de febrero de 2011, 19:00 CEST                                            | Burgos C.F.        | 1 - 1 | S.D. Ponferradina | El Plantío, Burgos                                          |                                                             |
|                                                                              | Rubén Espinosa 51' |       | 23' Yuri          | Asistencia: 1300 espectadores Árbitro(s): David Dolz García | Asistencia: 1300 espectadores Árbitro(s): David Dolz García |
| S.D. Ponferradina se clasifica para la final tras vencer en los penaltis 4-2 |                    |       |                   |                                                             |                                                             |

La semifinal entre el Burgos C.F. y la S.D. Ponferradina en un principio estaba previsto que se disputase el 6 de octubre de 2010. Esta fecha fue aplazada debido al partido que la selección española sub-21 tenía que disputar en El Plantío. Según se publicó en los medios, se barajaba la posibilidad de disputarla el 27 de octubre, pero esa fecha no fue confirmada por los equipos.
Tras la eliminación del Burgos CF de la Copa RFEF, los burgaleses propusieron a la Ponferradina la posibilidad del 15 o el 16 de diciembre, pero fueron rechazadas por la Ponferradina ya que los blanquiazules esa semana debían desplazarse a Barcelona para la disputa de un partido de liga. La fecha preferida por la Ponferradina era la del miércoles anterior (8 de diciembre), pero en esa fecha el Burgos disputa partido de liga precisamente ante la Ponferradina B. Finalmente, se eligió la fecha del 16 de febrero de 2011.

#### Final
Según las bases, la final se disputará en el campo del equipo de menor categoría. En caso de que los dos finalistas sean de la misma categoría, se disputará en el campo del equipo que más puntos haya obtenido sumando los partidos de la primera fase y la semifinal. En caso de obtener los mismos puntos, se decidirá por el equipo con mejor golaverage. Si el golaverage fuese el mismo, se disputaría en el campo con mejor puntaje en la clasificación del Juego Limpio.
Por tanto, la final se debía disputar en el Estadio Helmántico, sin embargo, la Federación de Castilla y León de Fútbol solicitó al equipo salmantino que la final se jugase en El Toralín.
Según las bases, la final estaba previsto que se disputase el 20 de abril de 2011. Sin embargo, y de la misma manera que ocurrió con la anterior edición, la final se aplazó hasta que concluyese la liga debido a la situación de ambos finalistas en la Segunda División, en la que acabaron descendiendo.
| 7 de junio de 2011, 20:30 h.            | S.D. Ponferradina | 1-1 | U.D. Salamanca | Estadio El Toralín, Ponferrada (León)                              |                                                                    |
|                                         | Jonathan Ruiz 33' |     | 7' Kike        | Asistencia: 4.500 espectadores Árbitro(s): Javier Turienzo Álvarez | Asistencia: 4.500 espectadores Árbitro(s): Javier Turienzo Álvarez |
| S.D. Ponferradina ganó los penaltis 6-5 |                   |     |                |                                                                    |                                                                    |

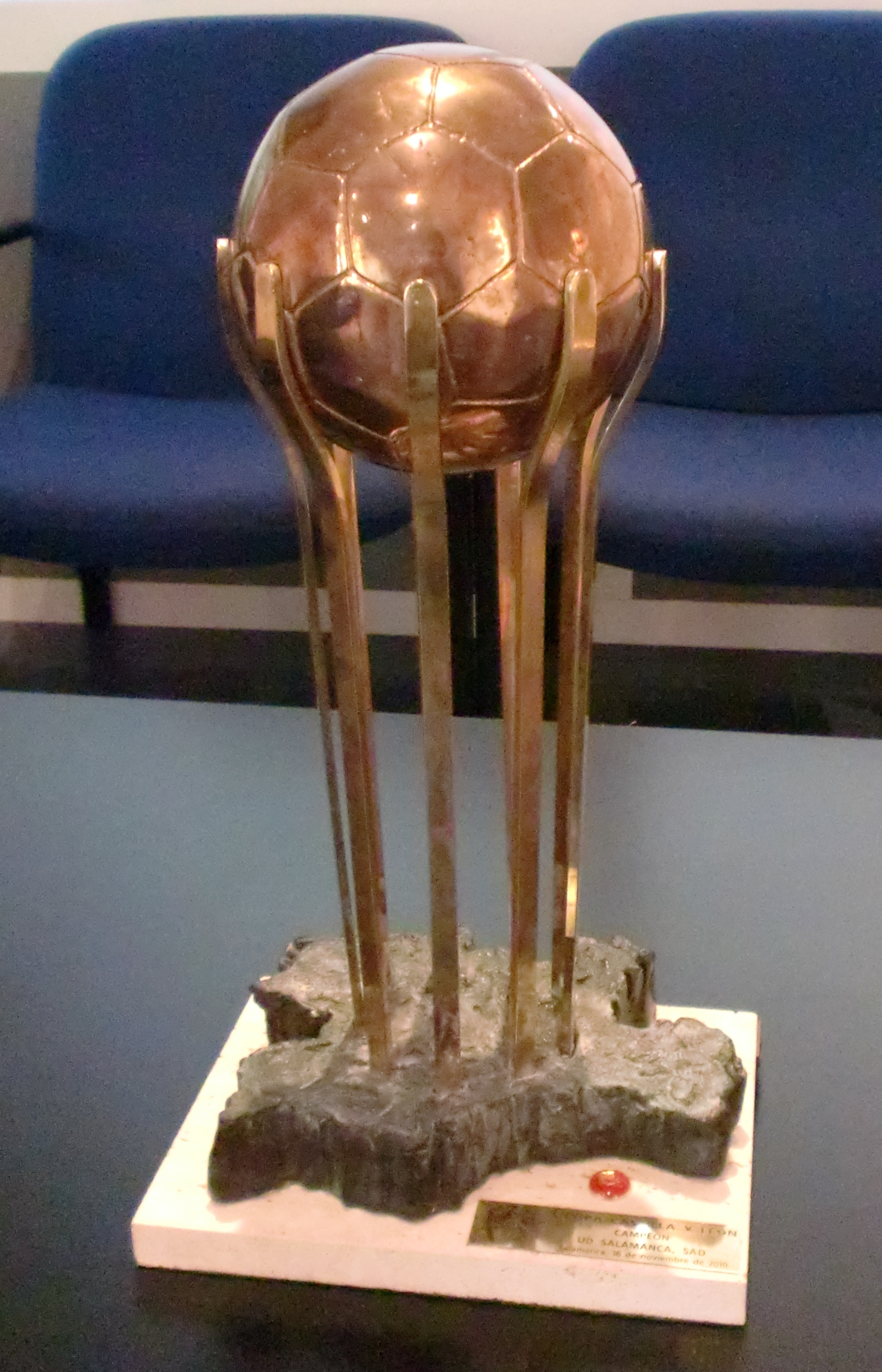

## Goleadores
| # | Jugador        | Equipo            | Goles |
| - | -------------- | ----------------- | ----- |
| 1 | Linares        | U.D. Salamanca    | 3     |
| 2 | Kike           | U.D. Salamanca    | 2     |
| 3 | Vinuesa        | C.D. Guijuelo     | 1     |
| * | Pedrito        | C.D. Guijuelo     | 1     |
| * | Tejedor        | C.D. Guijuelo     | 1     |
| * | Quique Martín  | U.D. Salamanca    | 1     |
| * | Mario          | U.D. Salamanca    | 1     |
| * | Juanjo         | U.D. Salamanca    | 1     |
| * | Adrián Martín  | Zamora C.F.       | 1     |
| * | Cristian       | S.D. Ponferradina | 1     |
| * | Javi López     | S.D. Ponferradina | 1     |
| * | Jonathan Ruiz  | S.D. Ponferradina | 1     |
| * | Máyor          | S.D. Ponferradina | 1     |
| * | Óscar de Paula | S.D. Ponferradina | 1     |
| * | Yuri           | S.D. Ponferradina | 1     |
| * | Pablo Infante  | C.D. Mirandés     | 1     |
| * | Javi Ramos     | Burgos C.F.       | 1     |
| * | Hugo Salamanca | Burgos C.F.       | 1     |
| * | Diego Sedano   | Burgos C.F.       | 1     |
| * | Rubén Espinosa | Burgos C.F.       | 1     |
| * | Dimas          | C.D. Numancia     | 1     |
| * | Vélez          | C.D. Numancia     | 1     |
| * | Mario          | C.D. Numancia     | 1     |
| * | Aitor          | C.F. Palencia     | 1     |
| * | Ale            | C.F. Palencia     | 1     |
| * | Paulino        | C.F. Palencia     | 1     |
| * | David De Paula | C.F. Palencia     | 1     |
| * | Ayrton         | Arandina C.F.     | 1     |
| * | Sisi           | Real Valladolid   | 1     |

## Clasificación completa
| Pos | Equipo            | Pts | PJ | PG | PE | PP | GF | GC | GAv |
| --- | ----------------- | --- | -- | -- | -- | -- | -- | -- | --- |
| 1º  | S.D. Ponferradina | 8   | 4  | 2  | 2  | 0  | 6  | 3  | +3  |
| 2º  | U.D. Salamanca    | 8   | 4  | 2  | 2  | 0  | 8  | 2  | +6  |
| 3º  | C.F. Palencia     | 6   | 3  | 2  | 0  | 1  | 4  | 2  | +2  |
| 4º  | Burgos C.F.       | 5   | 3  | 1  | 2  | 0  | 4  | 2  | +2  |
| 5º  | C.D. Guijuelo     | 4   | 2  | 1  | 1  | 0  | 3  | 1  | +2  |
| 6º  | C.D. Numancia     | 4   | 2  | 1  | 1  | 0  | 3  | 2  | +1  |
| 7º  | Real Valladolid   | 3   | 2  | 1  | 0  | 1  | 1  | 2  | -1  |
| 8º  | Cultural Leonesa  | 1   | 2  | 0  | 1  | 1  | 0  | 1  | -1  |
| 9º  | Zamora C.F.       | 1   | 2  | 0  | 1  | 1  | 1  | 3  | -2  |
| 10º | Arandina C.F.     | 0   | 2  | 0  | 0  | 2  | 1  | 3  | -2  |
| 11º | C.D. Mirandés     | 0   | 2  | 0  | 0  | 2  | 1  | 4  | -3  |
| 12º | Real Ávila        | 0   | 2  | 0  | 0  | 2  | 0  | 7  | -7  |